# Tokyo Indoor 1989
Il Tokyo Indoor 1989 è stato un torneo di tennis giocato sintetico indoor. È stata la 12ª edizione del Tokyo Indoor, che fa parte del Nabisco Grand Prix 1989. Si è giocato a Tokyo in Giappone dal 17 al 22 ottobre 1989.

## Campioni

### Singolare maschile
Aaron Krickstein ha battuto in finale  Carl-Uwe Steeb con il punteggio di 6–2, 6–2

### Doppio maschile
Kevin Curren /  David Pate hanno battuto in finale  Andrés Gómez /  Slobodan Živojinović con il punteggio di 4–6, 6–3, 7–6